# Manuel da Cunha Galvão
Manuel da Cunha Galvão (Porto Alegre, 27 de setembro de 1822 — maio de 1872) foi um militar, engenheiro e político brasileiro.
Fez seus estudos primários na Bahia, depois formado bacharel em letras pela Universidade de Paris, depois foi o primeiro doutor em matemática formado na Escola Militar do Rio de Janeiro. Serviu no corpo de engenheiros do exército até a patente de capitão. Depois de deixar o exército foi chefe de obras públicas e navegação e contribuiu para a criação da Secretaria de Estado dos negócios da agricultura, commercio e obras públicas, que depois daria origem tanto ao Ministério da Agricultura, quanto dos Transportes.
Foi presidente da província de Sergipe, nomeado por carta imperial de 31 de janeiro de 1859, de 7 de março de 1859 a 15 de agosto de 1860.

## Fonte de referência
- BLAKE, Augusto Victorino Alves Sacramento, 1900, "Diccionario bibliographico brazileiro", Typographia Nacional, Rio de Janeiro, vol. 6.